# Canopus II
A Canopus II argentin gyártmányú, egyfokozatú, szilárd hajtóanyagú rakétaszonda, melyet 1969-ben készített a Repülési és Űrkutatási Kutatóintézet (IIAE). Tesztelésre és részben biológiai kísérletekre használták szuborbitális repülések során.

## Jellemzői
A rakétaszonda egy Canopus szilárd hajtóanyagú fokozatból és a hozzá kapcsolódó műszeres egységből áll. A hajtómű tömege 200 kg, égésideje 18 s. A rakéta teljes induló tömege 280 kg. A rakéta nem irányított. Stabil repülését a rakétatest alsó részére épített négy darab téglalap alakú aerodinamikai stabilizátor biztosította.
A Canopus hajtóművet további rakétaszondák egy-egy fokozataként is felhasználták. A Canopust első fokozatként használva és ezt második fokozatként egy Orinón 2 rakétával kiegészítve hozták létre a Rigel rakétaszondát. Míg a Castor rakétaszonda első fokozatát öt darab párhuzamosan összeépített Canopus fokozat alkotta.
A rakétákat az Argentína La Rioja tartományának Chamical megyéjében található kísérleti központból (CELPA) indították. Összesen három rakétaindításra került sor 1969-ben.
Az indítások időpontjai:
- 1969. április 16.
- 1969. október 23.
- 1969. december 23.

## Műszaki adatok
- Maximális emelkedési magasság: 150 km
- Starttömeg: 280 kg
- Hasznos teher: 50 kg
- Átmérő: 0,28 m
- Hossz: 4,67 m